# Marcel Halstenberg
Marcel Halstenberg (* 27. září 1991) je bývalý německý fotbalista, který hrál jako obránce. Svou kariéru zahájil v Hannoveru 96 II, později hrál za Borussii Dortmund II, FC St. Pauli, RB Lipsko a Hannover 96.

## Reprezentační kariéra
Dne 3. listopadu 2017 bylo oznámeno, že byl poprvé povolán do seniorské reprezentace.
Halstenberg debutoval za reprezentaci dne 10. listopadu 2017 v přátelském utkání proti Anglii, odehrál celý zápas.
Dne 9. září 2019 vstřelil svůj první gól za Německo v zápase proti Severnímu Irsku.
Byl součástí týmu na Mistrovství Evropy ve fotbale 2020.